# Andrzejów (powiat włodawski)
Andrzejów – wieś w Polsce położona w województwie lubelskim, w powiecie włodawskim, w gminie Urszulin.
| SIMC    | Nazwa           | Rodzaj    |
| ------- | --------------- | --------- |
| 1025829 | Brzezowo        | część wsi |
| 1025893 | Pastwisko       | część wsi |
| 0108772 | Stary Andrzejów | część wsi |

Istniała tu prawdopodobnie już w VII wieku osada słowiańska, o czym świadczą odkrywane podczas prac archeologicznych liczne fragmenty naczyń. Według Latopisu Hipackiego w 1243 roku istniał tutaj gród stożkowy. 
W latach 1975–1998 miejscowość należała administracyjnie do województwa chełmskiego.
Wieś jest sołectwem w gminie Urszulin. Według Narodowego Spisu Powszechnego z roku 2011 wieś liczyła 247 mieszkańców.
Miejscowość podlega rzymskokatolickiej parafii Chrystusa Miłosiernego w Urszulinie. We wsi mieści się prawosławna kaplica cmentarna Przemienienia Pańskiego, podlegająca parafii we Włodawie.